# Asambleas del Partido Republicano de 2008 en Colorado
Las Asambleas republicanas de Colorado, 2008 fueron el 5 de febrero de 2008, con dos delegados nacionales.
Colorado escogería otros 21 delegados durante la convención de distritos del 24 de mayo al 7 de junio de 2008.

## Resultados
| Candidato     | Votos  | Porcentajes | Delegados |
| ------------- | ------ | ----------- | --------- |
| Mitt Romney   | 33.288 | 59,1%       | 22        |
| John McCain   | 10.621 | 19,02%      | 0         |
| Mike Huckabee | 7.266  | 13,01%      | 0         |
| Ron Paul      | 4.670  | 8,36%       | 0         |
| Total         | 55.845 | 100%        | 22        |